# Оскулярия
Оскулярия (лат. Oscularia) — род суккулентных растений семейства Аизовые (Aizoaceae), произрастающий на территории ЮАР (Капская провинция).
Отличительные признаки этого рода включают небольшие кустарники с серовато-зелеными восковыми листьями, иногда с зубчатыми краями. Цветки обладают приятным ароматом, а тычинки и стаминодии собраны в конусообразную форму.

## Название
Родовое латинское название Oscularia происходит от лат. ōsculum — «маленький рот», имея в виду зубчатые листья некоторых видов данного рода.
Русскоязычное название является транслитерацией латинского.

## Ботаническое описание

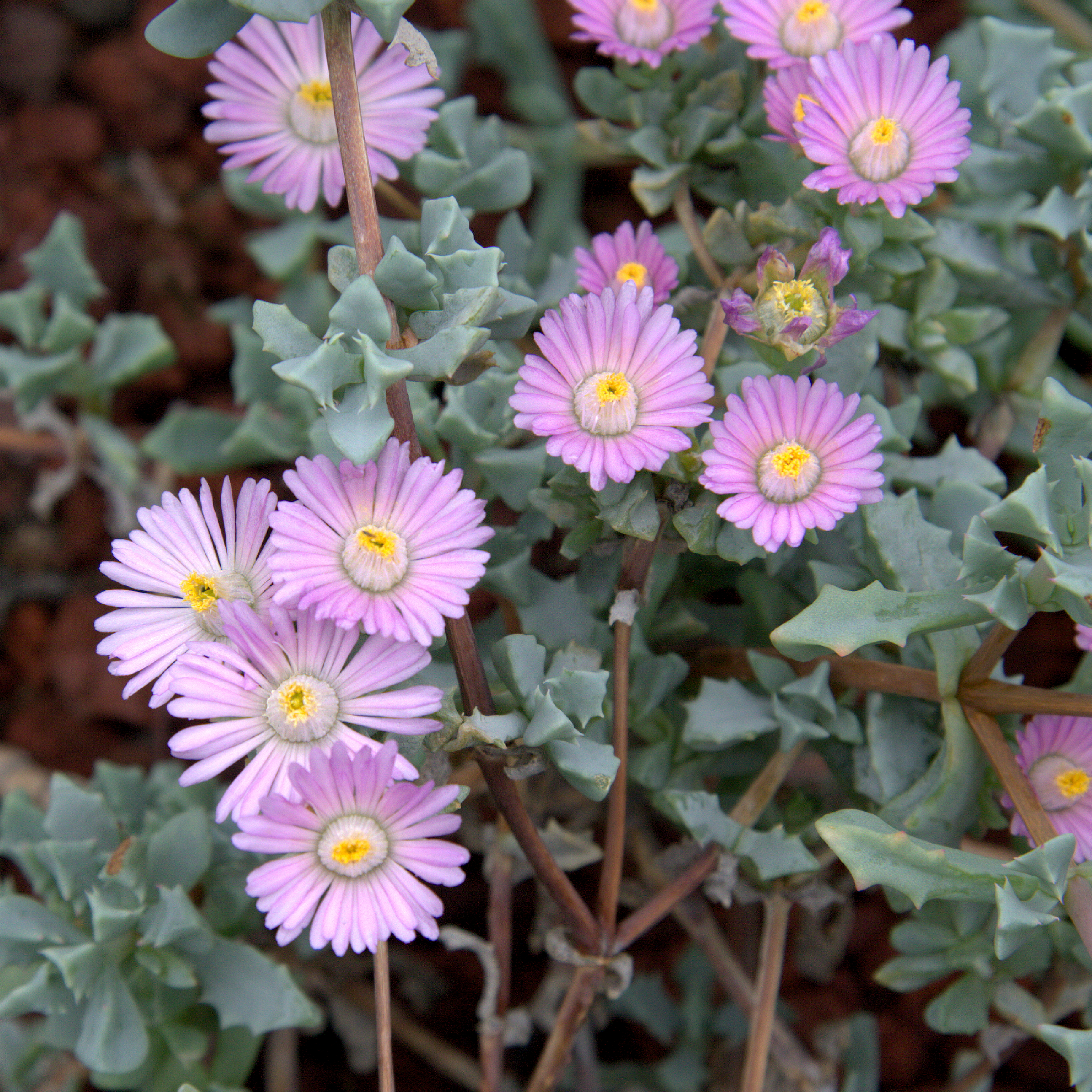
Розовые цветки и зубчатые листья Oscularia deltoides

Этот род растений характеризуется густо разветвленными кустарниками с прямостоячими или раскидистыми красноватыми стеблями. Листья супротивные, почти равные, несколько сросшиеся у основания. Они имеют трехгранный или трехгранно-выпуклый вид, а их размеры составляют примерно 20 мм в длину и 13 мм в ширину. Листья в основном покрыты заметными зубчатыми килями и краями, хотя у некоторых видов они могут быть краснозубчатыми. Окраска листьев варьирует от серовато-зеленой до бледно-голубой, причем они обладают восковым налетом.
Цветки бывают одиночными или собраны в обильные кисти. Чаще всего они располагаются на двулопастных цветоножках, но иногда могут быть и сидячими. Диаметр цветков составляет примерно 15 мм, они остаются открытыми и имеют аромат миндаля. Чашелистиков в цветке обычно 5, а лепестки не сильно превосходят их количество. Они могут быть белого или розового цвета.
Тычинки и короткие стаминодии собраны в конусообразную форму, обе имеют папиллярные выросты у основания. Нектарник состоит из примерно 5 темно-зеленых, зубчатых железок. Завязь может быть выпуклой или конической, с париетальными плацентами и 5 скрытыми тычинками. Плод представляет собой пятигнездную коробочку типа Lampranthus, окрашенную в серый или коричневый цвет. Кили плода расширяются, расходясь от основания и составляют более половины длины створок. Крылья створок очень широкие и прямоугольные, а кроющие перепонки на их дистальных концах имеют малозаметные замыкающие выступы. У растения отсутствуют закрывающие устройства, однако плацента заканчивается крошечной или маленькой шишкой. Семена имеют яйцевидную форму, покрыты бородавками и окрашены в коричневый цвет.
Чичло хромосом — 9.

## Таксономия
Oscularia Schwantes, первое упоминание в Möller's Deutsche Gärtn.-Zeitung 42: 187 (1927).

### Виды
Подтвержденные виды по данным сайта Plants of the World Online на 2023 год:
- Oscularia alba (L.Bolus) H.E.K.Hartmann
- Oscularia caulescens (Mill.) Schwantes
- Oscularia cedarbergensis (L.Bolus) H.E.K.Hartmann
- Oscularia compressa (L.Bolus) H.E.K.Hartmann
- Oscularia comptonii (L.Bolus) H.E.K.Hartmann
- Oscularia copiosa (L.Bolus) H.E.K.Hartmann
- Oscularia cremnophila van Jaarsv., Desmet & A.E.van Wyk
- Oscularia deltoides (L.) Schwantes — Оскулярия дельтовидная
- Oscularia excedens (L.Bolus) H.E.K.Hartmann
- Oscularia guthrieae (L.Bolus) H.E.K.Hartmann
- Oscularia lunata (Willd.) H.E.K.Hartmann
- Oscularia major (Weston) Schwantes
- Oscularia ornata (L.Bolus) H.E.K.Hartmann
- Oscularia paardebergensis (L.Bolus) H.E.K.Hartmann
- Oscularia pedunculata (N.E.Br.) Schwantes
- Oscularia piquetbergensis (L.Bolus) H.E.K.Hartmann
- Oscularia prasina (L.Bolus) H.E.K.Hartmann
- Oscularia primiverna (L.Bolus) H.E.K.Hartmann
- Oscularia steenbergensis (L.Bolus) H.E.K.Hartmann
- Oscularia superans (L.Bolus) H.E.K.Hartmann
- Oscularia thermarum (L.Bolus) H.E.K.Hartmann
- Oscularia vernicolor (L.Bolus) H.E.K.Hartmann
- Oscularia vredenburgensis (L.Bolus) H.E.K.Hartmann

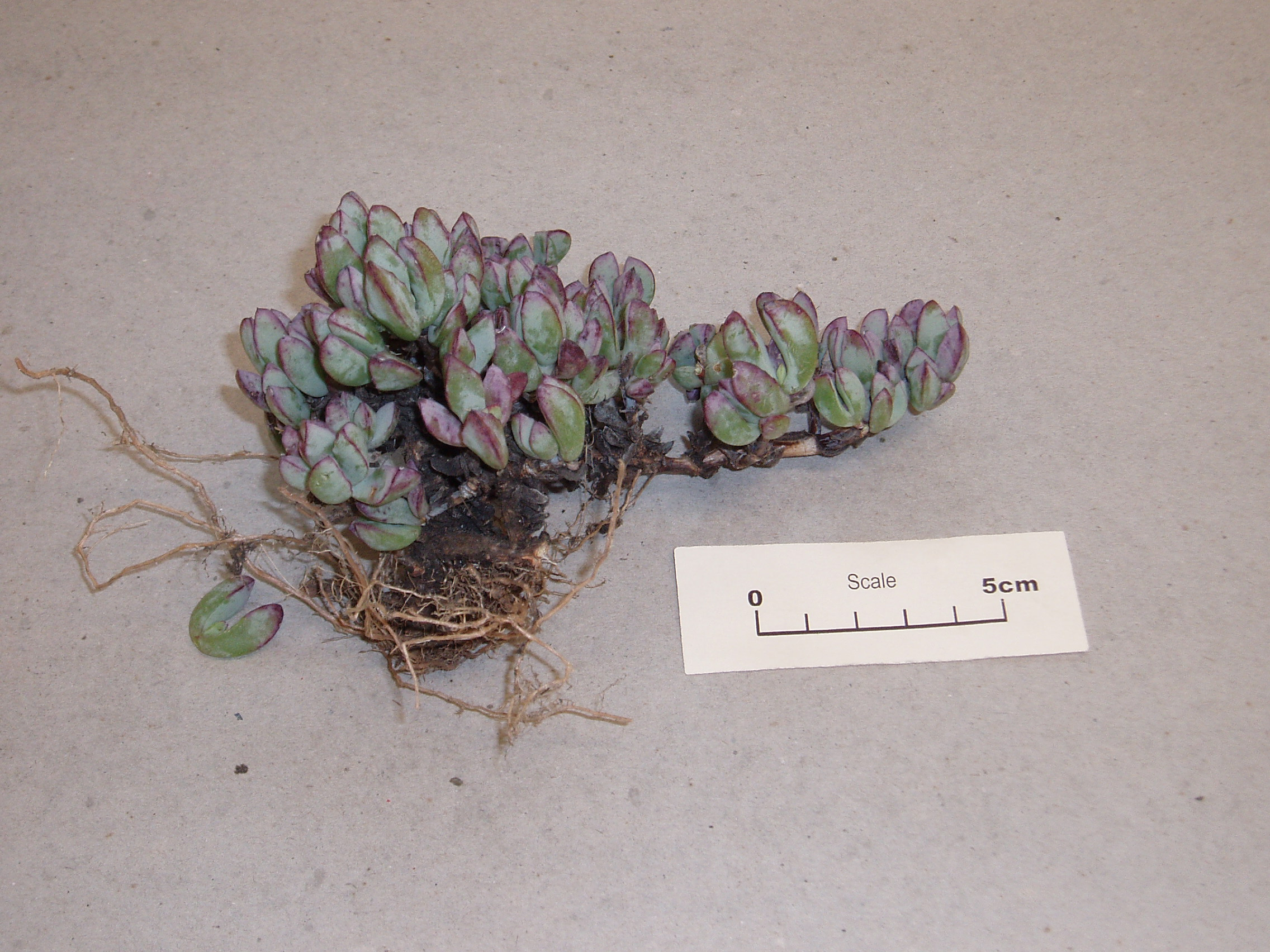
Oscularia caulescens
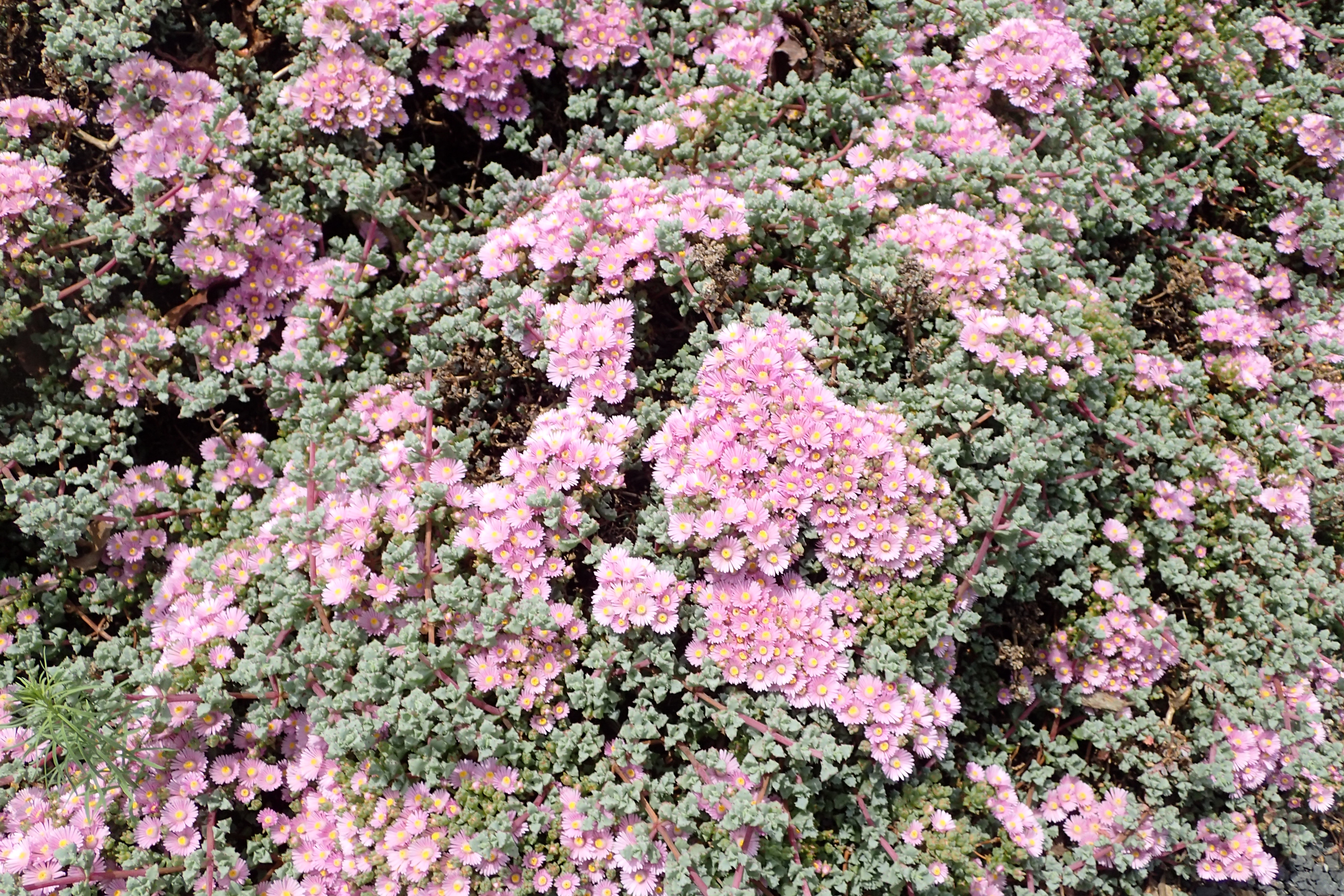
Oscularia deltoides
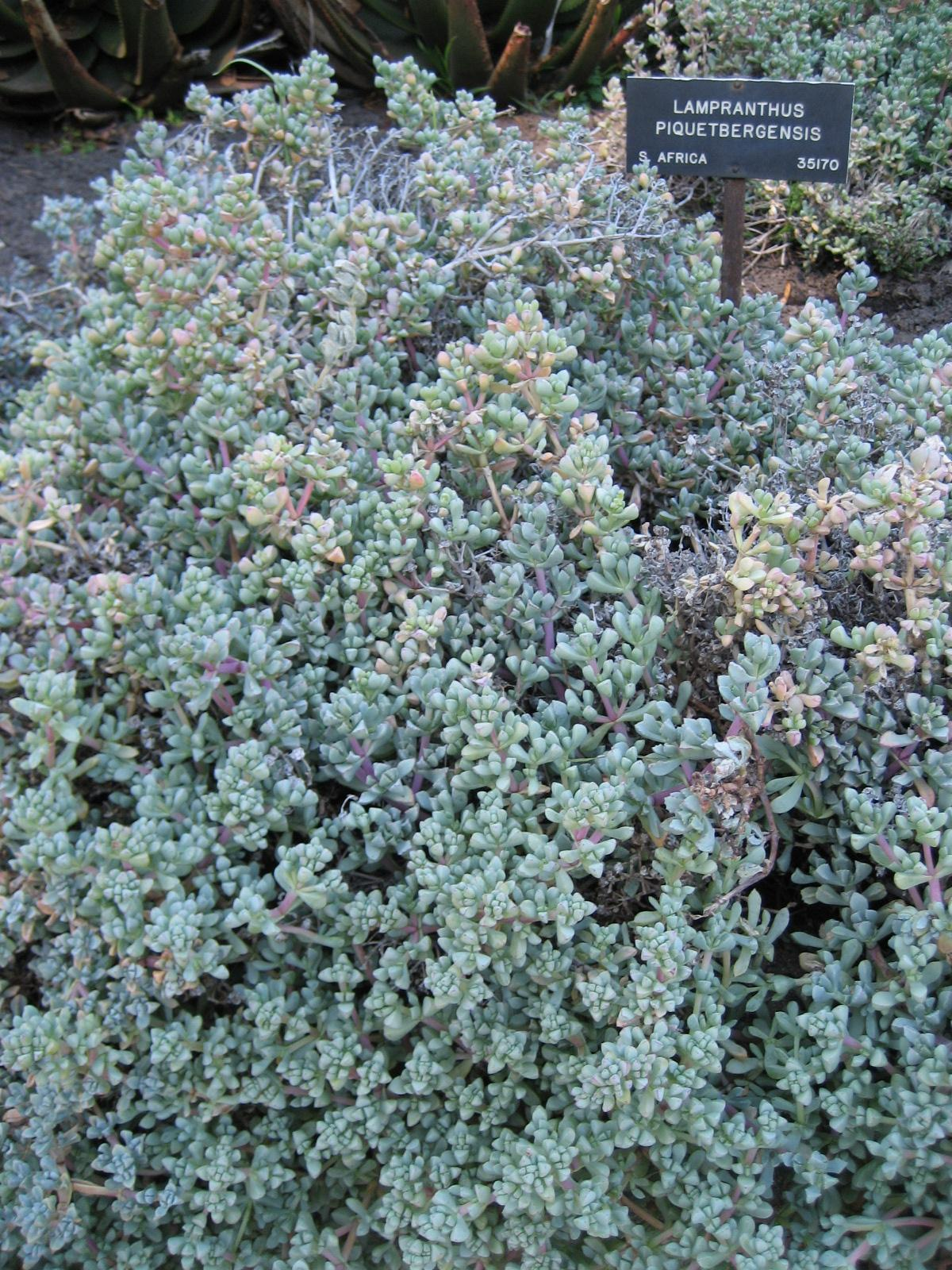
Oscularia piquetbergensis